# Flop (pallacanestro)
Nel basket, un flop è una caduta intenzionale da parte di un giocatore dopo un contatto fisico scarso o nullo con un giocatore avversario per indurre un  arbitro a comminare un  fallo personale all'avversario stesso.  La mossa viene talvolta chiamata acting ("recitazione"). Poiché è intrinsecamente progettato per ingannare l'arbitro, il flop è generalmente considerato antisportivo. Tuttavia, è ampiamente praticato e persino perfezionato da molti giocatori professionisti. Il giocatore che commette l'atto viene definito flopper.
Effettuare il flop in modo efficace non è facile, soprattutto perché il contatto a contatto può talvolta provocare l'effetto opposto - un fallo chiamato sul giocatore difensivo - quando viene effettuato troppo contatto o se il giocatore non si è posizionato perfettamente. Inoltre, anche se nessun fallo viene chiamato su nessuno dei due giocatori, cadendo a terra, il difensore al flop si sarà messo fuori posizione per fornire un'ulteriore opposizione difensiva sul gioco, permettendo potenzialmente all'offesa di segnare facilmente. Provocare costantemente falli offensivi sugli avversari richiede un buon controllo del corpo e molta pratica.
La National Basketball Association (NBA) ha aggiunto una regola nel 1997 per ridurre il flop vicino al canestro, aggiungendo una "linea tratteggiata" di 1,2 metri attorno al centro del canestro per aiutare a prevenire i flop. Tali flop vengono addebitati come falli bloccanti o mancate chiamate. Nella stagione 2012-2013, il campionato ha iniziato a multare i giocatori colpevoli.
Nella NBA, la penalità per il "flop" è un fallo tecnico se scoperto durante una partita e una multa se scoperto dopo la partita nei video review. Nella FIBA, la penalità è un fallo tecnico che conta come uno dei due ai fini dell'espulsione.

## NBA

### Storia
L'NBA ha regolamentato il flop a partire dalla stagione 2012-2013. Ogni giocatore che flop durante la stagione regolare verrebbe inizialmente avvisato, seguito da multe con incrementi di $ 5.000 per ogni flop successivo durante la stagione. Le ammende aumenterebbero a $ 30.000 per un quinto reato, quando si considererebbe anche una sospensione. Nei playoff, i giocatori vengono multati di $ 5.000 per la prima infrazione al flop, $ 10.000 per un secondo, $ 15.000 per un terzo e $ 30.000 per un quarto. Qualsiasi giocatore che flop cinque o più volte potrebbe essere sospeso.